# بوليفار فنزويلي
البوليفار [boˈliβaɾ] هو عملة فنزويلا. سُمِّيَت على اسم بطل استقلال أمريكا الجنوبية سيمون بوليفار، وقُدِّمَت من قبل الرئيس جوزمان بلانكو من خلال الإصلاح النقدي عام 1879، قبل أن تُتَداول العملة الفنزويلية ‏. ونتيجة لاعتمادها على مدى عقود من الزمن على معايير الفضة والذهب، ثم على ربطها بالدولار الأميركي، فقد اعتبرت لفترة طويلة من بين العملات الأكثر استقرارا.
منذ عام 1983، شهدت العملة فترة طويلة من التضخم المرتفع، مما أدى إلى فقدان قيمتها بنحو 500 ضعف مقابل الدولار الأمريكي في هذه العملية. أصبح الاستهلاك قابلاً للإدارة في منتصف العقد الأول من القرن الحادي والعشرين، لكنه ظل في خانة العشرات.  في الأول من يناير/كانون الثاني 2008 ، حل البوليفار الصلب ( bolívar fuerte بالإسبانية ، الرمز : Bs.F ، VEF ) محل البوليفار الأصلي ( الرمز : Bs ؛ VEB ) بمعدل 1 بوليفار صلب إلى 1,000 بوليفار أصلي  (الاختصار Bs. يرجع إلى الحرف الأول والأخير من صيغة الجمع لاسم العملة، بوليفارز ).
ولم تظل قيمة البوليفار الصلب، المرتبط بالدولار الأميركي، مستقرة لفترة طويلة على الرغم من محاولات فرض ضوابط رأس المال. دخلت فنزويلا فترة أخرى من التضخم المرتفع بشكل غير طبيعي في عام 2012، ولم تخرج منها البلاد اعتبارًا من أبريل 2023 . وظل البنك المركزي ثابتا على سعر الصرف المدعوم حتى يناير/كانون الثاني 2018، والذي كان مبالغا في سعره، مما دفع الناس إلى استخدام أسعار الصرف الموازية على الرغم من حظر نشرها. من عام 2016 إلى عام 2019 ومرة أخرى في عام 2020، شهدت العملة تضخمًا مفرطًا لمدة إجمالية بلغت 38 شهرًا. 
وقد أدى التضخم الهائل إلى إعادة طرح عملتين أخريين. وقعت الأولى في أغسطس 2018، عندما تم تبادل 100.000 بوليفار صلب مقابل 1 بوليفار سيادي ( بوليفار سوبيرانو باللغة الإسبانية، التوقيع : Bs.S ، الرمز : VES ).  أما الثاني، والذي أطلق عليه اسم " nueva expresión monetaria " أو التعبير النقدي الجديد، فقد حدث في الأول من أكتوبر/تشرين الأول 2021، عندما استُبدِلَ 1,000,000 بوليفار سيادي مقابل 1 بوليفار رقمي ( بوليفار رقمي بالإسبانية، الرمز : Bs.D ، الرمز : VED )،   مما يجعل قيمة بوليفار رقمي واحد 100,000,000,000,000 (10 14 ، أو 100 تريليون بوليفار سيادي في نطاق قصير ) من البوليفارات قبل عام 2008.
تعد عملات البوليفار السيادي والبوليفار الرقمي العملات المتداولة رسميًا،  على الرغم من أن الاقتصاد خضع لعملية استبدال العملة على نطاق واسع، وبالتالي فإن غالبية المعاملات تتم بالدولار الأمريكي، أو إلى حد أقل، بالبيزو الكولومبي.   

## تاريخ

### بوليفار
سُمِّيَ البوليفار على اسم بطل استقلال أمريكا الجنوبية سيمون بوليفار. قُدِّمَ البوليفار من قبل الرئيس جوزمان بلانكو، الذي قام بعد حوالي مائة عام من ولادة سيمون بوليفار بمشاريع مختلفة لتكريم مساهمته في التاريخ الفنزويلي. ظهرت العملة في القانون النقدي لعام 1879، لتحل محل عملة الفنزويلانو قصيرة الأجل بمعدل خمسة بوليفارات مقابل فنزويلانو واحدة. في البداية، عُرِّفَ البوليفار على أساس معيار الفضة، الذي يساوي 4.5 غرام من الفضة النقية، وفقًا لمبادئ الاتحاد النقدي اللاتيني. جعل القانون النقدي لعام 1887 البوليفار الذهبي عملة قانونية غير محدودة، ودخل معيار الذهب حيز التنفيذ الكامل في عام 1910. توقفت فنزويلا عن الاعتماد على الذهب في عام 1930، وفي عام 1934 ثُبِّتَ سعر صرف البوليفار مقابل الدولار الأمريكي بمعدل 3.914 بوليفار = 1 دولار أمريكي، أُعيد تقييمه إلى 3.18 بوليفار = 1 دولار أمريكي في عام 1937، وهو المعدل الذي استمر حتى عام 1941. وصولاً إلى 18 فبراير 1983 (الذي يسمى الآن Viernes Negro، وهو ما يعني بالإسبانية الجمعة السوداء، من قبل العديد من الفنزويليين )،  كان البوليفار هو العملة الأكثر استقرارًا وقبولًا دوليًا في المنطقة. ثم وقعت فريسة لانخفاض كبير في قيمتها.
فُرِضَت ضوابط الصرف في 5 فبراير 2003، للحد من هروب رأس المال. رُبِطَ سعر الصرف بالدولار الأمريكي بسعر صرف ثابت قدره 1600 بوليفار للدولار.

### بوليفار صعب
أعلنت الحكومة في 7 مارس 2007 عن إعادة تسمية البوليفار بنسبة 1000 إلى 1 اعتبارًا من 1 يناير 2008 وأُعيدت تسميته إلى بوليفار فويرتي، أو بوليفار صلب في محاولة لتسهيل المعاملات والمحاسبة.  الاسم الأحدث يعني حرفيًا "بوليفار صعب"، كما هو الحال في العملة الصعبة، وفي إشارة إلى عملة قديمة تسمى البيزو فويرتي بقيمة 10 ريالات إسبانية.  أُستُخدِمَ المعنى البديل لكلمة "قوي" أيضًا من قبل الحكومة في المواد الترويجية   يقتصر سعر الصرف الرسمي على الأفراد من خلال CADIVI، والذي يفرض حدًا سنويًا على المبلغ المتاح للسفر.

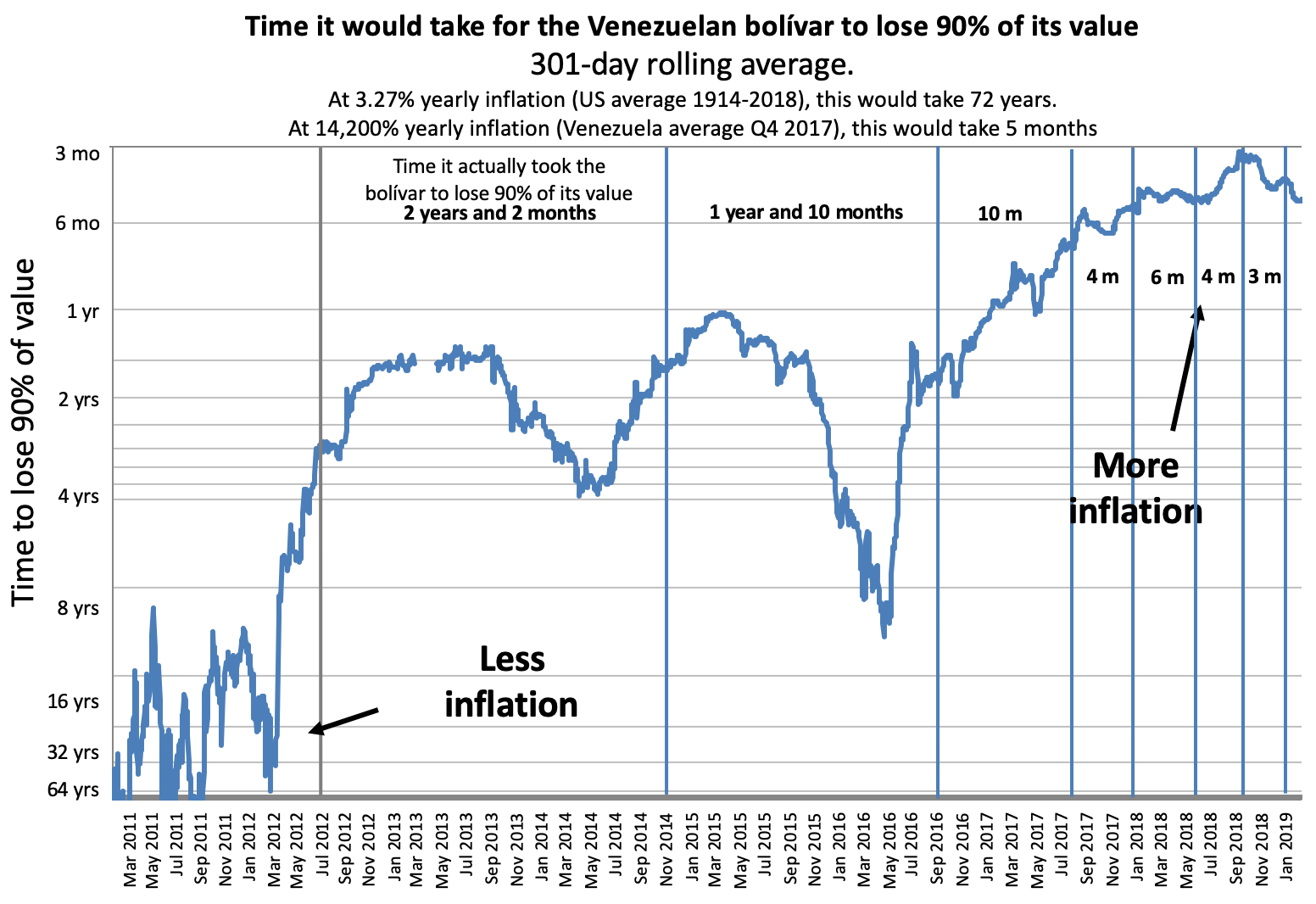
التضخم يمثل الوقت الذي يستغرقه المال، بالسنوات، حتى يفقد 90% من قيمته (متوسط متحرك لمدة 301 يوم، مقياس لوغاريتمي مقلوب).

منذ أن فرضت حكومة هوغو تشافيز ضوابط صارمة على العملة في عام 2003، حدثت سلسلة من خمس عمليات خفض قيمة العملة، مما أدى إلى تعطيل الاقتصاد.  في 8 يناير 2010، قامت الحكومة بتغيير القيمة من سعر الصرف الثابت البالغ 2.15 بوليفار إلى 2.60 على بعض الواردات (بعض الأغذية والسلع الصحية) و 4.30 للواردات الأخرى مثل السيارات والبتروكيماويات والإلكترونيات.  في 4 يناير 2011، أصبح سعر الصرف الثابت هو 4.30 بوليفار مقابل 1.00 دولار أمريكي لكلا جانبي الاقتصاد. في 13 فبراير 2013، خُفِّضَت قيمة البوليفار الصعب إلى 6.30 بوليفار لكل دولار أمريكي في محاولة لمواجهة عجز الميزانية.  في 18 فبراير/شباط 2016، استخدم الرئيس مادورو سلطاته الاقتصادية الممنوحة له حديثاً لخفض سعر الصرف الرسمي للبوليفار الصعب من 6.30 لكل دولار أمريكي إلى 10 بوليفار لكل دولار أمريكي، وهو ما يمثل انخفاضًا بنسبة 37% مقابل الدولار الأمريكي. 
دخل البوليفار الصعب في حالة تضخم مفرط في نوفمبر 2016.
في 26 يناير 2018، ألغت الحكومة سعر الصرف المحمي والمدعوم البالغ 10 بوليفار مقابل الدولار الأمريكي والذي كان مبالغًا في قيمته بشكل كبير نتيجة للتضخم الجامح. في 5 فبراير 2018، أعلن البنك المركزي الفنزويلي عن خفض قيمة العملة بنسبة 99.6% [ك‍]، مع ذهاب سعر الصرف إلى 25000 بوليفار لكل دولار أمريكي. وهذا جعل البوليفار الصعب ثاني أقل عملة متداولة قيمة في العالم بناءً على سعر الصرف الرسمي، خلف الريال الإيراني فقط، وبين سبتمبر 2017 وأغسطس 2018، وفقًا لسعر الصرف غير الرسمي، كان البوليفار الصعب أقل وحدة عملة متداولة قيمة في العالم.  
سعر الصرف الرسمي بلغ 248,832 بوليفار مقابل 1 دولار أمريكي اعتبارًا من 10 أغسطس 2018، مما يجعلها العملة الأقل قيمة المتداولة في العالم بناءً على أسعار الصرف الرسمية. 
في يونيو/حزيران 2018، أقرت الحكومة سعر صرف جديد لشراء العملة، ولكن ليس لبيعها. في 13 أغسطس 2018، كان السعر 4,010,000 بوليفار إلى 1 دولار أمريكي، وفقًا لـ ZOOM Remesas. 

### بوليفار سيادي
في 22 مارس 2018، أعلن الرئيس نيكولاس مادورو عن برنامج جديد للإصلاح النقدي، مع إعادة تقييم العملة بنسبة 1000 إلى 1.  كان من المقرر أن يدخل هذا التغيير حيز التنفيذ اعتبارًا من 4 يونيو 2018. 
في مايو/أيار 2018، طلبت الحكومة تحديد الأسعار بالبوليفار الصلب والبوليفار السيادي بالسعر المخطط له آنذاك وهو 1000 إلى 1. على سبيل المثال، سُعِّرَ كيلوغرام واحد من المعكرونة بسعر 695,000 و 695 بوليفار سيادي. قُرِّبَت الأسعار المعبر عنها بالعملة الجديدة إلى أقرب 50 سنتيموس حيث كان من المتوقع أن تكون هذه هي الفئة الأدنى المتداولة عند الإطلاق. وقد أدى التقريب إلى خلق صعوبات لأن بعض العناصر والصفات المبيعية كانت بأسعار أقل بكثير من 0.50 بوليفار سيادي على سبيل المثال، يبلغ سعر لتر البنزين وتذكرة مترو كاراكاس عادة 0.06 و0.04 بوليفار سيادي على التوالي. 
وكان من المقرر في الأصل أن تُغَيَّر العملة في 4 يونيو 2018. أجَّل الرئيس موعد إطلاق البوليفار السيادي المقرر في يونيو/حزيران، مستشهداً بتصريح أريستيدس مازا، "إن الفترة المحددة لتنفيذ التحويل ليست كافية".  أُعيدت جدولة إعادة التقييم إلى 20 أغسطس 2018، وغُيِّرَ السعر إلى 100000 إلى 1، مع ضرورة التعبير عن الأسعار بالنسبة الجديدة بدءًا من 1 أغسطس 2018. 
في 20 أغسطس 2018، أطلقت حكومة مادورو عملة بوليفار سيادية جديدة،  بقيمة بوليفار سيادي 1 يساوي 100,000 بوليفار. قُدِّمَت عملات معدنية جديدة من فئة 50 سنتيموس و1 بوليفار سيادي، وأوراق نقدية جديدة من فئة 2، و5، و10، و20، و50، و100، و200، و500 بوليفار سيادي.  وبموجب سعر الصرف الرسمي الثابت للبلاد مقابل الدولار الأمريكي، انخفضت قيمة العملة الجديدة بنحو 95% مقارنة بالبوليفار القديم.  أُعلن هذا اليوم كعطلة مصرفية للسماح للبنوك بالتكيف مع العملة الجديدة.  في البداية، خلال فترة انتقالية، كان من المقرر تشغيل البوليفار السيادي جنبًا إلى جنب مع البوليفار الصلب.  ومع ذلك، منذ بداية الفترة الانتقالية، في 20 أغسطس/آب، لم يسمح باستخدام أوراق نقدية بقيمة 500 بوليفار أو أقل؛ وسُمِحَ فقط بإيداعها في البنوك. 
وبالتزامن مع إصدار العملة الجديدة، رُفِعَ الحد الأدنى للأجور إلى 1800 بوليفار سيادي شهريًا،  بزيادة قدرها 33 ضعفًا،  وزادت ضريبة المبيعات من 12% إلى 16%. 
بالإضافة إلى ذلك، كان من المفترض أن يكون للبوليفار السيادي سعر صرف ثابت مقابل العملة البترو المشفرة، بمعدل 3600 بوليفار سيادي مقابل بترو واحد؛  أعلن مادورو عن ربط البترو بالبوليفار السيادي في وقت مبكر من أغسطس 2018.   كان من المفترض أن يرتبط البترو بسعر برميل النفط (حوالي 60 دولارًا أمريكيًا في أغسطس 2018).  اعتبارًا من نهاية أغسطس 2018، لم يكن هناك أي دليل على تداول العملة المشفرة.  اعتبر الكثيرون أن البيترو عبارة عن عملية احتيال.   في 15 يناير 2024، أُغلِق البيترو وصُفِّيَت أي ممتلكات متبقية. 
بعد إدخال البوليفار السيادي، ارتفع التضخم من 61,463% في 21 أغسطس 2018 إلى 65,320% في 22 أغسطس 2018. بحلول 24 أغسطس 2018، لم يمنع إدخال البوليفار السيادي التضخم المفرط.  وفقًا لمحلل التضخم ستيف هانكي، ارتفع معدل التضخم في الفترة ما بين 18 أغسطس و21 أغسطس 2018 من 48,760% إلى 65,320%.  في أكتوبر 2021، أزالت الدولة ستة أصفار من عملتها أثناء تكييف نسخة أحدث من نظام عملة البوليفار في إطار مشروع يُعرف باسم "البوليفار الرقمي".

### بوليفار رقمي
طُرِحَ "البوليفار الرقمي" في الأول من أكتوبر 2021 بسعر 1،000،000 بوليفار سيادي إلى 1 بوليفار رقمي. منذ إعلانه، استخدم البنك المركزي الاختصار "Bs." (أي ليس "Bs.D") في أمثلة الأسعار المحددة بالبوليفار الرقمي. 
لم يحل البوليفار الرقمي محل البوليفار السيادي، حيث استمر قبول الأوراق النقدية للبوليفار السيادي بنسبة 1 مليون إلى 1.  على سبيل المثال، تبلغ قيمة الورقة النقدية من فئة 500000 بوليفار سيادي 0.50 بوليفار رقمي، وهو المبلغ الذي يمكن الإشارة إليه أيضًا باسم 50 سنتيموس من البوليفار الرقمي. 
من 1 أكتوبر 2021 حتى 27 أبريل 2022، كان تجار التجزئة مطالبين بنشر الأسعار بالبوليفار السيادي والرقمي،  ومع ذلك، بحلول عام 2024، أصبح من الشائع رؤية الأسعار منشورة بـ "REF" (أو "Ref" أو "ref" وما إلى ذلك)، وهو اختصار لكلمة referencia، والتي تمثل السعر بالدولار الأمريكي، والذي يمكن للعملاء دفعه بالبوليفار الرقمي و/أو السيادي بسعر الصرف الحالي كما نشره البنك المركزي.

## السوق السوداء للعملات

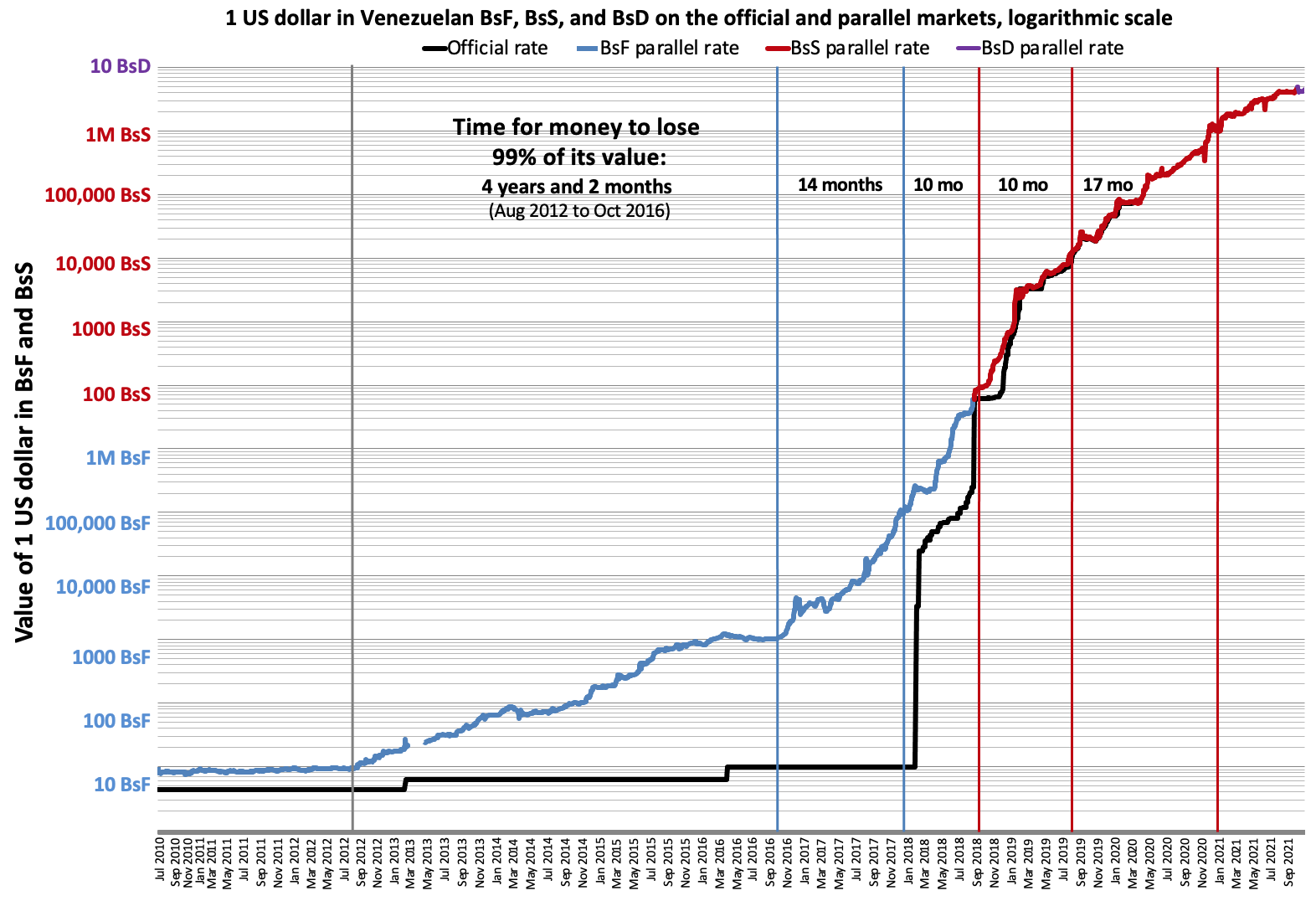
قيمة الدولار الأمريكي الواحد بالبوليفار الفنزويلي الصعب (قبل 20 أغسطس 2018) والبوليفار السيادي في السوق الموازية (أو السوداء) عبر الزمن. تمثل الخطوط العمودية كل مرة فقدت فيها العملة 99% من قيمتها، وهو ما حدث خمس مرات منذ عام 2012. يوضح الرسم البياني أنه اعتبارًا من أكتوبر 2021، أصبحت قيمة العملة أقل بنحو 46 مليار مرة مما كانت عليه في أغسطس 2012. منذ بداية الأزمة الرئاسية في فنزويلا في يناير/كانون الثاني 2019 وتخفيف ضوابط العملة في مايو/أيار من ذلك العام، أصبح المنحنى أقل حدة من ذي قبل، وهو ما يعني أن معدل فقدان القيمة، أي التضخم ، قد تباطأ.

كانت قيمة السوق السوداء (أو الموازية) للبوليفار الصلب والبوليفار السيادي أقل بكثير من سعر الصرف الثابت والأسعار الأخرى التي حددتها الحكومة الفنزويلية (SICAD، SIMADI، DICOM). في نوفمبر/تشرين الثاني 2013، بلغ سعر الصرف ما يقرب من عُشر سعر الصرف الرسمي الثابت البالغ 6.30 بوليفار لكل دولار أمريكي.  في سبتمبر 2014، وصل سعر صرف البوليفار الصعب في السوق السوداء إلى 100 بوليفار/دولار؛  وفي 25 فبراير 2015، تجاوز 200 بوليفار/دولار.  في 7 مايو 2015، كان السعر أعلى من 275 بوليفار/دولار وفي 22 سبتمبر 2015، كان السعر أعلى من 730 بوليفار/دولار.  لا تزال فنزويلا تعاني من أعلى معدل تضخم في العالم في يوليو 2015.  وبحلول 3 فبراير/شباط 2016، وصل هذا السعر إلى 1000 بوليفار/دولار. وقد تجاوز هذا المعدل 4300 بوليفار/دولار في 10 ديسمبر 2016. وقد تجاوز سعر الصرف 10,000 بوليفار/دولار في 28 يوليو 2017، وفي 7 سبتمبر 2017، تجاوز السعر 20,000 بوليفار/دولار للمرة الأولى. تسارعت وتيرة التضخم، وفي الأول من ديسمبر/كانون الأول 2017، وصل إلى 100 ألف فنزويلي مقابل الدولار الأميركي للمرة الأولى على الإطلاق. تجاوز السعر 200000 بوليفار/دولار في 18 يناير 2018، ثم 500000 بوليفار/دولار في 16 أبريل، ومليون بوليفار/دولار في 30 مايو، ومليوني بوليفار/دولار في 7 يونيو، و5 ملايين بوليفار/دولار في 16 أغسطس.
في وقت إعادة التسمية في 20 أغسطس 2018، كان سعر الصرف 59.21 بوليفار/دولار. وبحلول نهاية الشهر وصل إلى 87 بوليفار/دولار. ثم تجاوز السعر 100 بوليفار/دولار في 3 أكتوبر 2018، و1000 بوليفار/دولار في 9 يناير 2019، و10000 بوليفار/دولار في 19 يوليو، و100000 بوليفار/دولار في 6 أبريل 2020، ووصل إلى 1000000 بوليفار/دولار في 23 نوفمبر 2020. وفقًا لموقع DolarToday، بلغ سعر الصرف الموازي 4,146,022 بوليفار/دولار اعتبارًا من 30 أغسطس 2021.

### تاريخ سعر الصرف
من غير القانوني نشر " سعر الصرف الموازي " في فنزويلا.  أحد المواقع التي تنشر أسعار الصرف الموازية منذ عام 2010 هو موقع DolarToday، والذي كان أيضًا ينتقد حكومة مادورو.  يوضح هذا الجدول تاريخًا مكثفًا لسعر الصرف الأجنبي الموازي للبوليفار الفنزويلي (العملة الصعبة والسيادية) مقابل الدولار الأمريكي الواحد بين عامي 2012 و2021، وفقًا لموقع DolarToday. 
| الشهر       | سعر الصرف   |
| ----------- | ----------- |
| أغسطس 2012  | 10          |
| فبراير 2013 | 20          |
| يونيو 2013  | 30          |
| سبتمبر 2013 | 40          |
| أكتوبر 2013 | 50          |
| نوفمبر 2013 | 60          |
| يناير 2014  | 70          |
| فبراير 2014 | 80          |
| أغسطس 2014  | 90          |
| سبتمبر 2014 | 100         |
| فبراير 2015 | 200         |
| مايو 2015   | 300–400     |
| يوليو 2015  | 500–600     |
| سبتمبر 2015 | 700–800     |
| ديسمبر 2015 | 900         |
| فبراير 2016 | 1,000       |
| أكتوبر 2016 | 1,500       |
| نوفمبر 2016 | 2,000–4,000 |

| الشهر       | سعر الصرف         |
| ----------- | ----------------- |
| مايو 2017   | 5,000–6,000       |
| يونيو 2017  | 7,000–8,000       |
| يوليو 2017  | 8,000–11,000      |
| أغسطس 2017  | 11,000–18,000     |
| سبتمبر 2017 | 18,000–29,000     |
| أكتوبر 2017 | 29,000–41,000     |
| نوفمبر 2017 | 41,000–97,000     |
| ديسمبر 2017 | 103,000–111,000   |
| يناير 2018  | 111,000–236,000   |
| فبراير 2018 | 214,000–228,000   |
| مارس2018    | 213,000–236,000   |
| أبريل 2018  | 236,000–621,000   |
| مايو 2018   | 621,000–1.3 مليون |
| يونيو 2018  | 1.4–3.4 مليون     |
| يوليو 2018  | 3.4–3.6 مليون     |
| أغسطس 2018  | 3.6–5.9 مليون     |

| الشهر       | سعر الصرف     |
| ----------- | ------------- |
| أغسطس 2018  | 59–87         |
| سبتمبر 2018 | 87–98         |
| أكتوبر 2018 | 99–240        |
| نوفمبر 2018 | 240–410       |
| ديسمبر 2018 | 410–730       |
| يناير 2019  | 730–3,200     |
| فبراير 2019 | 2,400–3,700   |
| مارس 2019   | 3,400–3,700   |
| أبريل2019   | 3,700–6,100   |
| مايو 2019   | 5,600–6,300   |
| يونيو 2019  | 6,300–7,900   |
| يوليو 2019  | 7,800–13,000  |
| أغسطس 2019  | 13,000–26,000 |
| سبتمبر 2019 | 20,000–26,000 |
| أكتوبر 2019 | 19,000–26,000 |
| نوفمبر 2019 | 21,000–42,000 |
| ديسمبر 2019 | 40,000–55,000 |

| الشهر       | سعر الصرف         |
| ----------- | ----------------- |
| يناير 2020  | 57,300–83,300     |
| فبراير 2020 | 74,800–77,100     |
| مارس 2020   | 71,800–87,400     |
| أبريل2020   | 89,200–200,000    |
| مايو 2020   | 176,000–206,000   |
| يونيو       | 195,000–214,000   |
| يوليو 2020  | 205,000–268,000   |
| أغسطس 2020  | 266,000–345,000   |
| سبتمبر 2020 | 346,000–452,000   |
| أكتوبر 2020 | 449,000–542,000   |
| نوفمبر 2020 | 524,000–950,000   |
| ديسمبر 2020 | 940,000–1.2 مليون |
| يناير 2021  | 1.0–1.8 مليون     |
| فبراير 2021 | 1.7–1.9 مليون     |
| مارس 2021   | 1.8–2.1 مليون     |
| أبريل2021   | 2.2–2.9 مليون     |
| مايو 2021   | 2.8–3.2 مليون     |
| يونيو 2021  | 3.1–3.3 مليون     |
| يوليو 2021  | 3.3–4.1 مليون     |
| أغسطس 2021  | 4.1–4.2 مليون     |

## عملات معدنية

### بوليفار

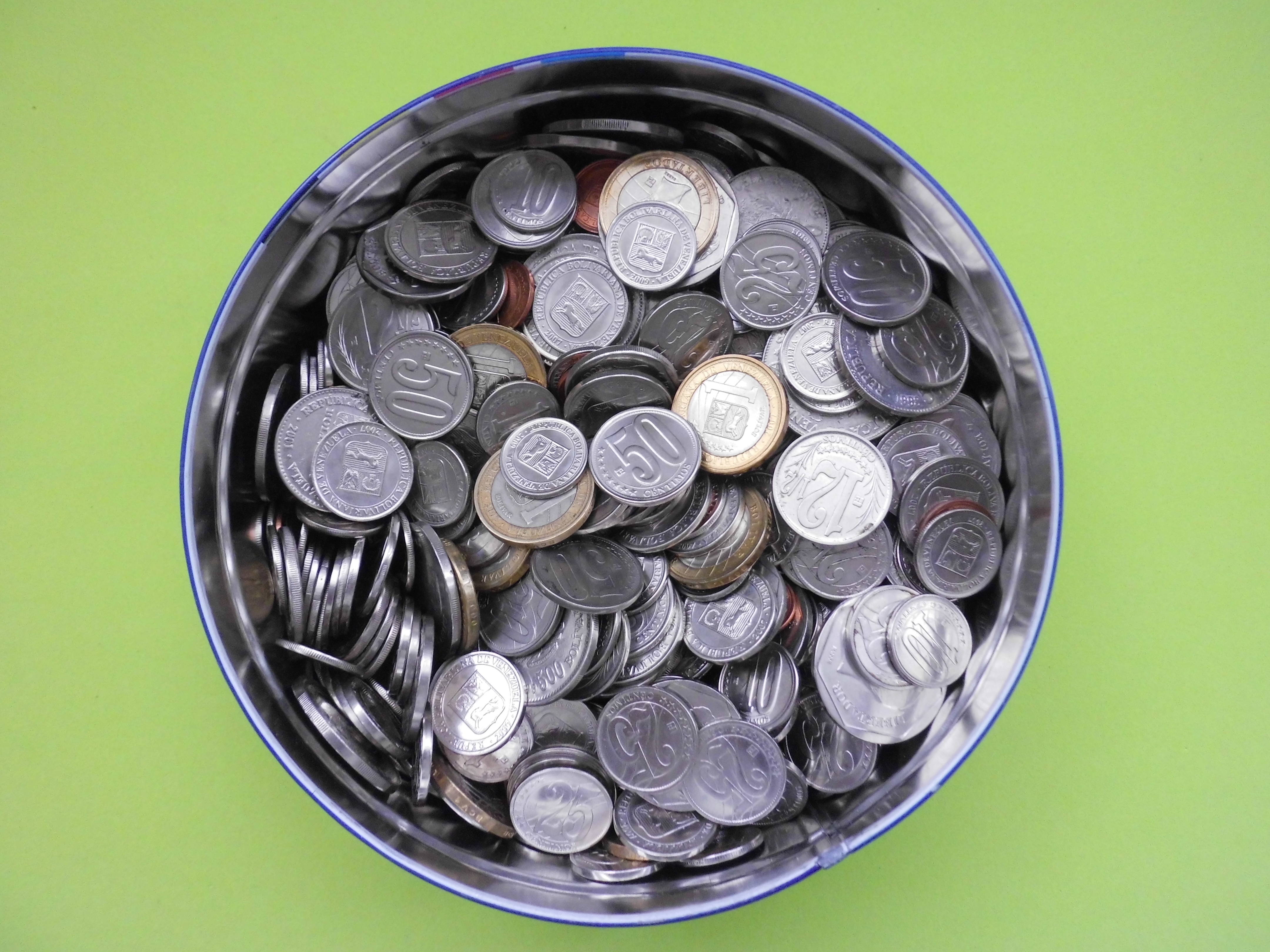
عملات فنزويلية متنوعة

في عام 1879، قُدِّمَت العملات الفضية من فئة 1⁄5، 1⁄2، 1، 2، و 5 بوليفار، جنبا إلى جنب مع ال20 بوليفار الذهبي. كما أُصدِرَ 100 بوليفار ذهبي أيضًا بين عامي 1886 و1889. في عام 1894، أُصدِرَت عملات فضية من فئة 1⁄4 بوليفار، تليها العملات المعدنية من فئة النحاس والنيكل 5 و121⁄2 سنتيموس عام 1896.
في عام 1912، توقف إنتاج العملات الذهبية، بينما انتهى إنتاج فئة 5 بوليفار في عام 1936. في عام 1965، حل النيكل محل الفضة في العملات من فئة 25 و50 سنتيموس، وحدث نفس الشيء بالنسبة للعملات من فئة 1 و2 بوليفار في عام 1967. في عام 1971، أُصدِرَت عملات معدنية من النحاس والنيكل بقيمة 10 سنتيموس، وأُصدِرَت 121⁄2 سنتيموس للمرة الأخيرة في عام 1958. قُدِّمَت عملة 5 بوليفار من النيكل في عام 1973. أُستُخدِمَ الفولاذ المغلف (أولاً النحاس، ثم النيكل والنيكل النحاسي) في العملات المعدنية من فئة 5 سنتيموس اعتبارًا من عام 1974. قُدِّمَ الفولاذ المغطى بالنيكل لجميع الفئات من 25 سنتيموس إلى 5 بوليفار في عام 1989.
في عام 1998، وبعد فترة من التضخم المرتفع، طُرِحَت عملة جديدة في فئات 10، و20، و50، و100 و500 بوليفار.
وكانت العملات السابقة هي:
| فئة:         | القطر:  | الوجه والظهر: |
| ------------ | ------- | ------------- |
| 10 بوليفار   | 17 مم   |               |
| 20 بوليفار   | 20 مم   |               |
| 50 بوليفار   | 23 مم   |               |
| 100 بوليفار  | 25 مم   |               |
| 500 بوليفار  | 28,5 مم |               |
| 1000 بوليفار | 24 مم   |               |

جميع العملات المعدنية لها نفس التصميم. على الوجه الأمامي، وُضِعَت الصورة الجانبية اليسرى للليبرتادور سيمون بوليفار، إلى جانب نقش " بوليفار المحرر " داخل مسبع، يرمز إلى النجوم السبعة للعلم الفنزويلي. على الجانب الخلفي، يظهر شعار النبالة، محاطًا بالاسم الرسمي للبلد، مع التاريخ والفئة أدناه. في عام 2001، غُيِّرَ التصميم الخلفي، ووضعت فئة العملة على يمين درع شعار النبالة، محاطةً في نصف دائرة بالاسم الرسمي للبلد وسنة إصدارها أدناه.

### بوليفار صعب
كانت عملات البوليفار الصعبة من فئات 1 و5 و10 و121⁄2 ، و25، و50 سنتيموس، و1 بوليفار. وسرعان ما أصبحت هذه الأنظمة قديمة الطراز بسبب التضخم المرتفع. قد يلاحظ أنه كان هناك عملات 121⁄2 - و1 سنتيموس، لكن لا عملة معدنية من فئة نصف سنتيموس. لذلك، فإن إعطاء الباقي الصحيح لشراء، على سبيل المثال، 41⁄2 سنتيموس يتطلب استخدام 121⁄2 - سنتيموس واسترداد 8 سنتيموس.
| سلسلة 2008    | سلسلة 2008 | سلسلة 2008                                    | سلسلة 2008 | سلسلة 2008 | سلسلة 2008                | سلسلة 2008                                                                 | سلسلة 2008 | سلسلة 2008      | سلسلة 2008     |
| الفئة         | الشكل      | المكونات                                      | الوزن      | القطر      | الحافة                    | الوجه الأمامي                                                              | الوجه الخلفي | الصورة الأمامية | الصورة الخلفية |
| ------------- | ---------- | --------------------------------------------- | ---------- | ---------- | ------------------------- | -------------------------------------------------------------------------- | --- | --------------- | -------------- |
| 1 سنتيموس     | دائري      | الفولاذ المطلي بالنحاس                        | 1.36 غرام  | 15 ملم     | مضلعة                     | فئة العملة المعدنية، النجوم الثمانية والأمواج التي تمثل أنماط العلم الوطني | شعار النبالة لفنزويلا واسم بلد الإصدار                                                                             |                 |                |
| 5 سنتيموس     | دائري      | الفولاذ المطلي بالنحاس                        | 2.03 غرام  | 17 ملم     | عادية                     | فئة العملة المعدنية، النجوم الثمانية والأمواج التي تمثل أنماط العلم الوطني | شعار النبالة لفنزويلا واسم بلد الإصدار                                                                             |                 |                |
| 10 سنتيموس    | دائري      | الفولاذ المطلي بالنيكل                        | 2.62 غرام  | 18 ملم     | مضلعة                     | فئة العملة المعدنية، النجوم الثمانية والأمواج التي تمثل أنماط العلم الوطني | شعار النبالة لفنزويلا واسم بلد الإصدار                                                                             |                 |                |
| 121⁄2 سنتيموس | دائري      | الفولاذ المطلي بالنيكل                        | 3.93 غرام  | 23 ملم     | عادية                     | فئة العملة المعدنية، النجوم الثمانية للعلم الوطني وفرعي النخيل             | شعار النبالة لفنزويلا واسم بلد الإصدار                                                                             |                 |                |
| 25 سنتيموس    | دائري      | الفولاذ المطلي بالنيكل                        | 3.86 غرام  | 20 ملم     | عادية                     | فئة العملة المعدنية، النجوم الثمانية والأمواج التي تمثل أنماط العلم الوطني | شعار النبالة لفنزويلا واسم بلد الإصدار                                                                             |                 |                |
| 50 سنتيموس    | دائري      | الفولاذ المطلي بالنيكل                        | 4.3 غرام   | 22 ملم     | مجزأة (حواف عادية ومضلعة) | فئة العملة المعدنية، النجوم الثمانية والأمواج التي تمثل أنماط العلم الوطني | شعار النبالة لفنزويلا واسم بلد الإصدار                                                                             |                 |                |
| 1 بوليفار     | دائري      | مركز من النحاس والنيكل، حلقة من النحاس الأصفر | 8.04 غرام  | 24 ملم     | ملساء 'BCV1'              | تمثال المحرر سيمون بوليفار، الأمواج تمثل أنماط العلم الوطني                | فئة العملة المعدنية والنجوم الثمانية والأمواج التي تمثل أنماط العلم الوطني وشعار النبالة لفنزويلا واسم بلد الإصدار |                 |                |

في ديسمبر 2016، أُعلن عن عملات معدنية بقيمة 10، و50، و100 بوليفار صعب ستدخل التداول. ستحل هذه العملات الثلاث محل الأوراق النقدية من نفس الفئات. 
| سلسلة 2016  | سلسلة 2016 | سلسلة 2016             | سلسلة 2016 | سلسلة 2016 | سلسلة 2016                | سلسلة 2016                                                  | سلسلة 2016                             | سلسلة 2016                 |
| الفئة       | الشكل      | المكونات               | الوزن      | القطر      | الحافة                    | الوجه الأمامي                                               | الوجه الخلفي                           | صورة الوجه الأمامي والخلفي |
| ----------- | ---------- | ---------------------- | ---------- | ---------- | ------------------------- | ----------------------------------------------------------- | -------------------------------------- | -------------------------- |
| 10 بوليفار  | دائري      | الفولاذ المطلي بالنيكل | 3.5 غرام   | 21.3 ملم   | سلس                       | تمثال المحرر سيمون بوليفار، الأمواج تمثل أنماط العلم الوطني | شعار النبالة لفنزويلا واسم بلد الإصدار |                            |
| 50 بوليفار  | دائري      | الفولاذ المطلي بالنيكل | 5.3 غرام   | 23.5 ملم   | سلس                       | تمثال المحرر سيمون بوليفار، الأمواج تمثل أنماط العلم الوطني | شعار النبالة لفنزويلا واسم بلد الإصدار |                            |
| 100 بوليفار | دائري      | الفولاذ المطلي بالنيكل | 6.5 غرام   | 25.5 ملم   | مجزأة (حواف عادية ومضلعة) | تمثال المحرر سيمون بوليفار، الأمواج تمثل أنماط العلم الوطني | شعار النبالة لفنزويلا واسم بلد الإصدار |                            |

### بوليفار سيادي
أُعلن عن إنتاج عملات بوليفار سيادية من فئات 50 سنتيموس و1 بوليفار سيادي (50،000 و 100,000 بوليفار صعب على التوالي). أصبحت هاتان العملتان عديمتي القيمة بحلول سبتمبر 2019.
| سلسلة 2018 | سلسلة 2018 | سلسلة 2018                                    | سلسلة 2018 | سلسلة 2018 | سلسلة 2018                                               | سلسلة 2018                                                               | سلسلة 2018                                     | سلسلة 2018                                     |
| الفئة      | الشكل      | المكونات                                      | القطر      | حافة       | الوجه الأمامي                                            | الوجه الخلفي                                                             | صورة الوجه                                     | الصورة العكسية                                 |
| ---------- | ---------- | --------------------------------------------- | ---------- | ---------- | -------------------------------------------------------- | ------------------------------------------------------------------------ | ---------------------------------------------- | ---------------------------------------------- |
| 50 سنتيموس | دائرة      | الفولاذ المطلي بالنيكل                        | 22 ملم     | مزينة      | تمثال المحرر سيمون بوليفار، النجوم الثمانية للعلم الوطني | شعار النبالة لفنزويلا ، الأمواج تمثل أنماط العلم الوطني واسم بلد الإصدار | ملف:Bolívar soberano (50 centimos) obverse.png | ملف:Bolívar soberano (50 centimos) reverse.png |
| 1 بوليفار  | دائرة      | مركز من النحاس والنيكل، حلقة من النحاس الأصفر | 24 ملم     | -          | تمثال المحرر سيمون بوليفار، النجوم الثمانية للعلم الوطني | شعار النبالة لفنزويلا ، الأمواج تمثل أنماط العلم الوطني واسم بلد الإصدار | ملف:Bolívar soberano (coin) obverse.png        | ملف:Bolívar soberano (coin) reverse.png        |

### بوليفار رقمي
أُصدرت عملات البوليفار الرقمي في 1 أكتوبر 2021 بفئات 25 و 50 سنتيموس و 1 بوليفار. قُدِّمَت العملات المعدنية بالتزامن مع إعادة تسمية العملة من البوليفار السيادي إلى البوليفار الرقمي.
| سلسلة 2021 | سلسلة 2021 | سلسلة 2021             | سلسلة 2021 | سلسلة 2021                 | سلسلة 2021                                              | سلسلة 2021                               | سلسلة 2021 | سلسلة 2021     |
| الفئة      | الشكل      | المكونات               | القطر      | حافة                       | الوجه الأمامي                                           | الوجه الخلفي                             | صورة الوجه | الصورة العكسية |
| ---------- | ---------- | ---------------------- | ---------- | -------------------------- | ------------------------------------------------------- | ---------------------------------------- | ---------- | -------------- |
| 25 سنتيموس | دائري      | الفولاذ المطلي بالنيكل | 21.35 ملم  | مضلعة                      | تمثال المحرر سيمون بوليفار وثمانية نجوم من العلم الوطني | فئة العملة وثلاثة أشرطة تمثل علم فنزويلا |            |                |
| 50 سنتيموس | دائري      | الفولاذ المطلي بالنيكل | 23.5 ملم   | مجزأة (أقسام عادية ومضلعة) | تمثال المحرر سيمون بوليفار وثمانية نجوم من العلم الوطني | فئة العملة وثلاثة أشرطة تمثل علم فنزويلا |            |                |
| 1 بوليفار  | دائري      | الفولاذ المطلي بالنيكل | 25.4 ملم   | عادية/ملساء                | تمثال المحرر سيمون بوليفار وثمانية نجوم من العلم الوطني | فئة العملة وثلاثة أشرطة تمثل علم فنزويلا |            |                |

## الأوراق النقدية

### بوليفار
في عام 1940، بدأ البنك المركزي الفنزويلي في إصدار النقود الورقية، وإدخال فئات من 10، و20، و50، و100، و500 بوليفار. أُصدرت 5 أوراق نقدية بين عامي 1966 و1974، ثم اُستُبدِلَت بالعملات المعدنية. في عام 1989، أُصدرت أوراق نقدية من فئات 1، و2، و5 بوليفار.
ومع تفاقم التضخم، بدأ طرح فئات أعلى من الأوراق النقدية: مثل 1000 بوليفار في عام 1991، و2000 و5000 بوليفار في عام 1994، و10000، و20000 و50,000 بوليفار في عام 1998. أول أوراق نقدية لفئة 20000 بوليفار كانت باللون الأخضر، مشابهة لفئة 2000 بوليفار، مما تسبب في حدوث ارتباك، وأُصدرت أوراق نقدية جديدة باللون الأخضر الزيتوني.
ابتداءً من عام 2000، أُعيدت تسمية الأوراق النقدية التي تتراوح قيمتها من 5000 إلى 50000 بجمهورية فنزويلا البوليفارية بدلاً من البنك المركزي الفنزويلي على الوجه الأمامي، بعد اعتماد دستور عام 1999. علاوة على ذلك، حُدِّثَت الأوراق النقدية من فئة 10000، و20000، و50000 بوليفار في أبريل 2006 بعد أن وافقت الجمعية الوطنية على التغييرات التي طرأت على شعار النبالة، والتي أصبحت رسمية في 12 مارس 2006.
فيما يلي قائمة بالأوراق النقدية السابقة للبوليفار الفنزويلي:
| سلاسل الأوراق النقدية ما قبل 1998 (من سلاسل مختلفة) | سلاسل الأوراق النقدية ما قبل 1998 (من سلاسل مختلفة) | سلاسل الأوراق النقدية ما قبل 1998 (من سلاسل مختلفة) | سلاسل الأوراق النقدية ما قبل 1998 (من سلاسل مختلفة) | سلاسل الأوراق النقدية ما قبل 1998 (من سلاسل مختلفة) | سلاسل الأوراق النقدية ما قبل 1998 (من سلاسل مختلفة)     |
| الصورة                                              | الصورة                                              | الفئة                                               | سنة الإصدار                                         | الوجه الأمامي                                       | الوجه الخلفي                                            |
| --------------------------------------------------- | --------------------------------------------------- | --------------------------------------------------- | --------------------------------------------------- | --------------------------------------------------- | ------------------------------------------------------- |
| ملف:1989 5 bolívares Obverse.jpg                    | ملف:1995 5 bolívares Reverse.jpg                    | 5 بوليفار                                           | 1968                                                | سيمون بوليفار وفرانشيسكو دي ميراندا                 | البانثيون الوطني لفنزويلا                               |
| ملف:1995 10 bolívares Obverse.jpg                   | ملف:1995 10 bolívares Reverse.jpg                   | 10 بوليفار                                          | 1968                                                | سيمون بوليفار وأنطونيو خوسيه دي سوكري               | مذبح الوطن، كامبو دي كارابوبو                           |
| ملف:1995 20 bolívares Obverse.jpg                   | ملف:1995 20 bolívares Reverse.jpg                   | 20 بوليفار                                          | 1971                                                | خوسيه أنطونيو بايث                                  | مذبح الوطن، كامبو دي كارابوبو                           |
|                                                     |                                                     | 50 بوليفار                                          | 1971                                                | أندرياس بيلو                                        | قصر الأكاديميات                                         |
|                                                     |                                                     | 100 بوليفار                                         | 1971                                                | سيمون بوليفار                                       | القصر التشريعي الاتحادي                                 |
|                                                     |                                                     | 500 بوليفار                                         | 1981                                                | سيمون بوليفار                                       | غصن سحلبية                                              |
|                                                     |                                                     | 1,000 بوليفار                                       | 1991                                                | سيمون بوليفار                                       | توقيع إعلان الاستقلال الفنزويلي                         |
|                                                     |                                                     | 2,000 بوليفار                                       | 1994                                                | أنطونيو خوسيه دي سوكري                              | معركة خونين                                             |
|                                                     |                                                     | 5,000 بوليفار                                       | 1994                                                | سيمون بوليفار وشعار النبالة الخاص به                | نسخة طبق الأصل من لوحة 19 أبريل 1810 للفنان خوان لوفيرا |
| سلسلة 1998                                          |                                                     |                                                     |                                                     |                                                     |                                                         |
|                                                     |                                                     | 1,000 بوليفار                                       | 1998                                                | سيمون بوليفار                                       | صورة للبانثيون الوطني في كاراكاس                        |
|                                                     |                                                     | 2,000 بوليفار                                       | 1998                                                | أندرياس بيلو                                        | صورة لفرايل خونس ومنظر لبيكو بوليفار                    |
|                                                     |                                                     | 10,000 بوليفار                                      | 1998                                                | سيمون بوليفار                                       | مجمع تيريزا كارينيو الثقافي، كاراكاس                    |
|                                                     |                                                     | 20,000 بوليفار                                      | 1998                                                | سيمون رودريغيز                                      | مكاو أزرق أصفر وشلالات                                  |
|                                                     |                                                     | 50,000 بوليفار                                      | 1998                                                | خوسيه ماريا فارغاس                                  | مكاو أزرق أصفر وشلالات                                  |
| سلسلة 2000 "جمهورية فنزويلا البوليفارية"            |                                                     |                                                     |                                                     |                                                     |                                                         |
|                                                     |                                                     | 5,000 بوليفار                                       | 2000                                                | فرانشيسكو دي ميراندا                                | صورة لسمكتين وصورة بانورامية لسد جوري.                  |
|                                                     |                                                     | 10,000 بوليفار                                      | 2000                                                | أنطونيو خوسيه دي سوكري                              | فراشة ماربيسيا بيتريوس والمحكمة العليا للعدل            |
|                                                     |                                                     | 20,000 بوليفار                                      | 2001                                                | سيمون رودريغيز                                      | مكاو أزرق أصفر وشلالات                                  |
|                                                     |                                                     | 50,000 بوليفار                                      | 2005                                                | خوسيه ماريا فارغاس                                  | الجامعة المركزية لفنزويلا، كاراكاس                      |

### البوليفار الصعب (بوليفار فويرتي، Bs.F، VEF)

#### 2008–2016 ("2007")
أُصدرت أوراق نقدية جديدة من سلسلة 2007-2015 بقيمة 2 إلى 100 بوليفار صعب في الفترة من 20 مارس 2007 حتى 5 نوفمبر 2015 وأصبحت عملة قانونية من 1 يناير 2008 حتى 20 أغسطس 2018. كلما زادت القيم، كلما طالت مدة إعادة الإصدار. وأُعيد إصدار عملتي 50 و100 بوليفار صعب في نوفمبر 2015.
- 2 بوليفار صعب: من 20 مارس 2007 إلى 29 أكتوبر 2013
- 5 بوليفار صعب: من 20 مارس 2007 إلى 19 أغسطس 2014
- 10 بوليفار صعب: 20 مارس 2007 إلى 19 أغسطس 2014
- 20 بوليفار صعب: 20 مارس 2007 إلى 19 أغسطس 2014
- 50 بوليفار صعب: 20 مارس 2007 إلى 5 نوفمبر 2015 [67]
- 100 بوليفار صعب: 20 مارس 2007 إلى 5 نوفمبر 2015 [67]

الوجه الأمامي ذو اتجاه عمودي، حيث يحمل النصف السفلي صورة شخصية، بينما الوجه الخلفي ذو اتجاه أفقي، حيث يظهر الثلثان الأيسران حيوانًا أمام موطنه.
تحتفظ الإصدارات الجديدة بالعناصر ذات القيمة المحددة، ولكن جودة الطباعة مختلفة. تُطبع الأوراق النقدية بواسطة دار سك العملة الفنزويلية فنزويلا. 
| سلسلة 2008 - البوليفار الصعب (Bs.F, VEF) | سلسلة 2008 - البوليفار الصعب (Bs.F, VEF) | سلسلة 2008 - البوليفار الصعب (Bs.F, VEF) | سلسلة 2008 - البوليفار الصعب (Bs.F, VEF)              | سلسلة 2008 - البوليفار الصعب (Bs.F, VEF)             | سلسلة 2008 - البوليفار الصعب (Bs.F, VEF) | سلسلة 2008 - البوليفار الصعب (Bs.F, VEF) |
| الصورة                                   | الفئة بالبوليفار الصعب                   | القيمة بالبوليفار (1879-2007)            | القيمة التقريبية بالدولار الأمريكي عند الإصدار (2008) | القيمة بالدولار الأمريكي عند إلغاء العملة أغسطس 2018 | سنة الانبعاث                             | الحجم (ملم)                              |
| ---------------------------------------- | ---------------------------------------- | ---------------------------------------- | ----------------------------------------------------- | ---------------------------------------------------- | ---------------------------------------- | ---------------------------------------- |
|                                          | 2 بوليفار صعب                            | 2,000                                    | $0.93                                                 | $0.00000033261 1/6,018,869من $1                      | 2007                                     | 156 × 69                                 |
|                                          | 5 بوليفار صعب                            | 5,000                                    | $2.33                                                 | $0.0000008315 1/1,202,846من $1                       | 2007                                     | 156 × 69                                 |
|                                          | 10بوليفار صعب                            | 10,000                                   | $4.66                                                 | $0.000001663 1/601,885من $1                          | 2007                                     | 156 × 69                                 |
|                                          | 20 بوليفار صعب                           | 20,000                                   | $9.32                                                 | $0.000003326 1/300,942من $1                          | 2007                                     | 156 × 69                                 |
|                                          | 50 بوليفار صعب                           | 50,000                                   | $23.30                                                | $0.000008315 1/120,285من $1                          | 2007                                     | 156 × 69                                 |
|                                          | 100بوليفار صعب                           | 100,000                                  | $46.60                                                | $0.00001663 1/60,216من $1                            | 2007                                     | 156 × 69                                 |

#### 2016–17
أدى ارتفاع التضخم، والذي كان جزءًا من الانهيار الاقتصادي في فنزويلا ، إلى انخفاض قيمة البوليفار الصعب. لم تعد الأوراق النقدية من فئتي 2 و5 بوليفار صعب متداولة بسبب التضخم المفرط، ولكنها ظلت قانونية. بحلول شهر ديسمبر 2016، أصبحت قيمة الورقة النقدية من فئة 100 بوليفار صعب، وهي الفئة الأكبر، تساوي حوالي 0.23 دولار أمريكي فقط في السوق السوداء. 
في 7 ديسمبر 2016، صدرت سلسلة جديدة من الأوراق النقدية (أُعيد تلوين الأوراق النقدية السابقة) من فئة 500، و1000، و2000، و5000، و10000، و20000 بوليفار صعب للشعب الفنزويلي.   وبعد أيام في 11 ديسمبر/كانون الأول، كتب الرئيس نيكولاس مادورو، الذي كان يحكم بمرسوم، قانونًا ينص على سحب الأوراق النقدية من فئة 100 بوليفار صعب من التداول خلال 72 ساعة لأن "المافيا" كانت تخزن هذه الأوراق النقدية على وجه الخصوص لدفع التضخم.  مع أكثر من 6 مليار ورقة نقدية من فئة 100 بوليفار صعب تمثل 46% من العملة الفنزويلية الصادرة، قام مادورو بإصدار تبادل للمواطنين الفنزويليين لتحويل جميع الأوراق النقدية من فئة 100 بوليفار صعب إلى عملات معدنية من نفس الفئة مع منع السفر الدولي لمنع عودة البوليفارات التي كان من المفترض تخزينها.   وبررت الحكومة هذه الخطوة بالزعم بأن الولايات المتحدة تعمل مع عصابات الجريمة لنقل الأموال الورقية الفنزويلية إلى مستودعات في أوروبا للتسبب في سقوط الحكومة. كانت الحكومة تعمل على إحباط هذا التهديد من خلال سحب الأوراق النقدية من التداول.  في 14 فبراير/شباط 2017، اكتشفت السلطات الباراغوايانية مخبأً يزن 30 طناً من الأوراق النقدية من فئتي 50 و100 بوليفار صعب بمجموع 1.5 مليار بوليفار صعب على حدودها البرازيلية والتي لم تُتَداوَل بعد.  وبحسب مستشار وزارة الدفاع الأمريكية المرتبط بالبنتاغون، فإن 1.5 مليار بوليفار طُبِعَت من قبل فنزويلا ووُجِّهَت إلى بوليفيا، حيث أنه على عكس سعر الصرف المفترض لآلاف البوليفارات الصعبة التي تعادل دولارًا أمريكيًا واحدًا، كان سعر الصرف حوالي 10 بوليفارات صعبة لكل دولار، مما يجعل قيمة المخزون أقوى بمقدار 419 مرة، من 358 ألف دولار أمريكي إلى 150 مليون دولار أمريكي.  وأضاف مستشار البنتاغون أن الحكومة الفنزويلية حاولت إرسال الأوراق النقدية المطبوعة حديثًا لتبادلها مع الحكومة البوليفية حتى تتمكن بوليفيا من سداد 20% من ديونها لفنزويلا، وحتى تتمكن فنزويلا من استخدام الدولار الأمريكي لتصرفها الخاص. 
في 3 نوفمبر 2017، أصدر البنك المركزي الفنزويلي ورقة نقدية بقيمة 100000 بوليفار صعب، وهي مشابهة لفئة ال100 بوليفار صعب من سلسلة 2007 وفئة ال20,000 بوليفار صعب من سلسلة 2016، ولكن مع كتابة الفئة بالكامل بدلاً من إضافة ثلاثة أصفار إضافية إلى الرقم 100. بلغت قيمة هذه الفئة 2.42 دولار أمريكي وفقًا لسعر الصرف غير الرسمي في تاريخ إصدارها.
صدرت أوراق نقدية جديدة من سلسلة 2016-2017 بفئات تتراوح بين 500 و100,000 بوليفار صعب، وذلك في الفترة من 7 ديسمبر 2016 وحتى 20 أغسطس 2018، وهو تاريخ طرح البوليفار السيادي. وأُعيد إصدار الأوراق النقدية من فئات 5000 و100,000 بوليفار صعب مؤخرًا في ديسمبر 2017.
500 بوليفار صعب: من 18 أغسطس 2016 إلى 23 مارس 2017
1000 بوليفار صعب: من 18 أغسطس 2016 إلى 23 مارس 2017
2000 بوليفار صعب: من 18 أغسطس 2016 إلى 13 ديسمبر 2017
5000 بوليفار صعب: من 18 أغسطس 2016 إلى 13 ديسمبر 2017
10000 بوليفار صعب: من 18 أغسطس 2016 إلى 13 ديسمبر 2017
20000 بوليفار صعب: من 18 أغسطس 2016 إلى 13 ديسمبر 2017
100000 بوليفار صعب: من 7 سبتمبر 2017 إلى 13 ديسمبر 2017
أعلن مادورو أنه بعد إعادة تصنيف العملة في 20 أغسطس 2018، ستُتَتداول هذه الفئات القديمة بقيمة اسمية تبلغ 1000 بوليفار صعب أو أكثر بالتوازي مع سلسلة جديدة من أوراق البوليفار السيادية لفترة محدودة.  سُحِبَت الأوراق النقدية ذات القيمة الإسمية أقل من 1000 بوليفار صعب من التداول وتوقفت عن كونها عملة قانونية في 20 أغسطس 2018. وكان لا بد من إيداعها في البنوك المحلية.  
| 500 بوليفار صعب     | 0.005 بوليفار سيادي | 2016 |
| 1,000 بوليفار صعب   | 0.01 بوليفار سيادي  | 2016 |
| 2000 بوليفار صعب    | 0.02 بوليفار سيادي  | 2016 |
| 5,000 بوليفار صعب   | 0.05 بوليفار سيادي  | 2016 |
| 10,000 بوليفار صعب  | 0.10 بوليفار سيادي  | 2016 |
| 20,000 بوليفار صعب  | 0.20 بوليفار سيادي  | 2016 |
| 100,000 بوليفار صعب | 1 بوليفار سيادي     | 2017 |

#### 2018
بحلول مايو 2018، أصبحت أوراق البوليفار الصعبة تمثل قيمة ضئيلة للغاية وأصبحت نادرة.  لم تعد الموازين قادرة على تحويل الكتلة إلى سعر، ولم تعد الإيصالات قادرة على احتواء الأرقام على ورقها. 
في يونيو 2018، بعد سبعة أشهر من إصداره، انخفضت قيمة ورقة الـ 100 ألف بوليفار صعب (الفئة الأكبر) بنسبة 98%، من 2.42 دولار أميركي (في نوفمبر/تشرين الثاني 2017) إلى 0.05 دولار أميركي، نتيجة للتضخم المفرط المتزايد.
أُلغيت الأوراق النقدية من فئة البوليفار الصعب (حتى 500 بوليفار صعب) في 20 أغسطس 2018، مع طرح البوليفار السيادي. وظلت الفئات الأعلى (1000 بوليفار صعب فأكثر) عملة قانونية خلال فترة انتقالية. وفي 30 نوفمبر 2018، أُعلن أن الفئات المتبقية من العملة القديمة ستُسحب من التداول، وستتوقف عن كونها عملة قانونية في 5 ديسمبر 2018.

### بوليفار سيادي

#### 2018
في 22 مارس 2018، مع إعلان حالة الطوارئ، أُعلن عن إعادة تصنيف العملة. حدث التحويل من البوليفار الصعب إلى أوراق النقد البوليفارية السيادية رسميًا في 20 أغسطس 2018، مع فئات جديدة من 2، و5، و10، و20، و50، و100، و200، و500 بوليفار سيادي. بعد أربعة أشهر من دخولها التداول، بدأت المتاجر والبنوك الحكومية في رفض ال2 بوليفار السيادي، حيث انخفضت قيمته بشكل كبير منذ إعادة التصنيف. بحلول نوفمبر 2019، باستثناء ال500 بوليفار سيادي، أصبحت جميع الأوراق النقدية الصادرة في عام 2018 عديمة القيمة.
| 2 بوليفار   | 200,000    | 2018 |
| 5 بوليفار   | 500,000    | 2018 |
| 10 بوليفار  | 1,000,000  | 2018 |
| 20 بوليفار  | 2,000,000  | 2018 |
| 50 بوليفار  | 5,000,000  | 2018 |
| 100 بوليفار | 10,000,000 | 2018 |
| 200 بوليفار | 20,000,000 | 2018 |
| 500 بوليفار | 50,000,000 | 2018 |

#### 2019
أدى المزيد من التضخم منذ إعادة تسمية السوبرانو إلى إصدار أوراق نقدية من فئة 10000، و20000، و50000 بوليفار سيادي في يونيو 2019. وبغض النظر عن التضخم، قال البنك المركزي الفنزويلي إن طرح الأوراق النقدية الجديدة من شأنه "استكمال وتحسين" النظام النقدي وأن الغرض منها هو جعل أنظمة الدفع "أكثر كفاءة". في 23 أبريل 2020، كان سعر الصرف حسب xe.com دولار أمريكي واحد = 144697.34 بوليفار سيادي؛ وفي اليوم التالي، انخفض السعر إلى دولار أمريكي واحد = 171140.42 بوليفار سيادي.
طُبِعَت الأوراق النقدية ذات الخيط الأمني الضيق المقسم بواسطة شركة Goznak، وطُبِعَت الأوراق النقدية ذات الخيط الأمني الأوسع في أماكن أخرى.
توقفت الأوراق النقدية بقيمة 1000. و10000، و20000، و50000 و200,000 بوليفار سيادي عن كونها عملات قانونية في 25 سبتمبر 2024. 
| سلسلة 2019 - البوليفار السيادي (Bs.S، VES) | سلسلة 2019 - البوليفار السيادي (Bs.S، VES) | سلسلة 2019 - البوليفار السيادي (Bs.S، VES) | سلسلة 2019 - البوليفار السيادي (Bs.S، VES) | سلسلة 2019 - البوليفار السيادي (Bs.S، VES) | سلسلة 2019 - البوليفار السيادي (Bs.S، VES) | سلسلة 2019 - البوليفار السيادي (Bs.S، VES) |
| صورة                                       | فئة البوليفار السيادي                      | القيمة بالبوليفار الرقمي                   | سنة الانبعاث                               | الوجه الأمامي                              | الوجه الخلفي                               | صالحة حتى                                  |
| ------------------------------------------ | ------------------------------------------ | ------------------------------------------ | ------------------------------------------ | ------------------------------------------ | ------------------------------------------ | ------------------------------------------ |
| [ 88 ]                                     | 10000 بوليفار                              | 0.01                                       | 2019                                       | سيمون بوليفار                              | "ضريح المحرر" سيمون بوليفار ‏               | 25 سبتمبر 2024                             |
| [ 89 ]                                     | 20,000 بوليفار                             | 0.02                                       | 2019                                       | سيمون بوليفار                              | "ضريح المحرر" سيمون بوليفار                | 25 سبتمبر 2024                             |
| [ 90 ]                                     | 50,000 بوليفار                             | 0.05                                       | 2019                                       | سيمون بوليفار                              | "ضريح المحرر" سيمون بوليفار                | 25 سبتمبر 2024                             |

#### 2020
اعتبارًا من ديسمبر 2020، كانت قيمة أعلى فئة من الأوراق النقدية (50000 بوليفار سيادي) أقل من 0.05 دولار أمريكي والحد الأدنى للأجور هو 1200000 بوليفار سيادي (حوالي دولار أمريكي واحد) شهريًا. بحلول سبتمبر 2020، اعتُبرت جميع الأوراق النقدية السيادية من فئة البوليفار (من 2 إلى 500 بوليفار سيادي) الصادرة في 20 أغسطس 2018 عديمة القيمة. يخطط المسؤولون الفنزويليون لإصدار ورقة نقدية جديدة من فئة 100000 بوليفار سيادي. وفي الوقت نفسه، اعتبارًا من 16 ديسمبر 2020، تجاوز سعر الصرف مليون بوليفار مقابل دولار أمريكي واحد. 

#### 2021
في 5 مارس 2021، قدم البنك المركزي الفنزويلي 3 فئات جديدة: 200000، و500000، و1000000 بوليفار سيادي، والتي طُرِحَت للجمهور في 8 مارس 2021. كانت قيمة الورقة النقدية بقيمة 1000000 بوليفار سيادي تساوي 0.52 دولار أمريكي فقط وقت الإعلان.
وبحلول أواخر مايو/أيار 2021، ارتفع سعر الصرف إلى أكثر من 3 ملايين بوليفار سيادي مقابل دولار أمريكي واحد. 
وفقًا لمقال نشرته بلومبرج في يوليو 2021، تخطط فنزويلا لإعادة تسمية البوليفار بنسبة 1،000،000:1 في أغسطس 2021، مما يعني إزالة ستة أصفار من الفئات بشكل فعال. أكبر فئة نقدية حالية هي 1,000,000 بوليفار، ويُعبر عنها على الورقة النقدية بالرقم 1 السائد متبوعًا بالمليون دي بوليفار . ومن المرجح، بالتالي، أن البنك يعتزم الاحتفاظ باسم عملة البوليفار مع إعادة استخدام تصميمات الأوراق النقدية الحالية. 
| سلسلة 2021 - بوليفار سيادي (Bs.S، VES) | سلسلة 2021 - بوليفار سيادي (Bs.S، VES) | سلسلة 2021 - بوليفار سيادي (Bs.S، VES) | سلسلة 2021 - بوليفار سيادي (Bs.S، VES) | سلسلة 2021 - بوليفار سيادي (Bs.S، VES) | سلسلة 2021 - بوليفار سيادي (Bs.S، VES)                          | سلسلة 2021 - بوليفار سيادي (Bs.S، VES) |
| صورة                                   | فئة البوليفار السيادي                  | القيمة بالبوليفار الرقمي               | سنة الانبعاث                           | الوجه الأمامي                          | الوجه الخلفي                                                    | صالحة حتى                              |
| -------------------------------------- | -------------------------------------- | -------------------------------------- | -------------------------------------- | -------------------------------------- | --------------------------------------------------------------- | -------------------------------------- |
| [ 98 ]                                 | 200,000 بوليفار                        | 0.20                                   | 2020                                   | سيمون بوليفار                          | "ضريح المحرر" سيمون بوليفار ‏                                    | 25 سبتمبر 2024                         |
| [ 99 ]                                 | 500,000 بوليفار                        | 0.50                                   | 2020                                   | سيمون بوليفار                          | "ضريح المحرر" سيمون بوليفار ‏                                    | حاضِر                                   |
| [ 100 ]                                | مليون بوليفار                          | 1.00                                   | 2020                                   | سيمون بوليفار                          | مدخل النصب التذكاري للوطن الأم في حقول كارابوبو؛ معركة كارابوبو | حاضِر                                   |

### بوليفار رقمي
طُرِحَت الأوراق النقدية الرقمية من فئة 5، و10، و20، و50، و100 بوليفار رقمي في عام 2021،  وكلها تحمل زخارف متشابهة ولكن بألوان مختلفة.
في أغسطس 2024، قُدِّمَت الأوراق النقدية بقيمة 200 و500 بوليفار. 
| سلسلة 2021 - البوليفار الرقمية (VED) | سلسلة 2021 - البوليفار الرقمية (VED) | سلسلة 2021 - البوليفار الرقمية (VED) | سلسلة 2021 - البوليفار الرقمية (VED) | سلسلة 2021 - البوليفار الرقمية (VED) | سلسلة 2021 - البوليفار الرقمية (VED)                                                 | سلسلة 2021 - البوليفار الرقمية (VED) |
| صورة                                 | فئة البوليفار الرقمي                 | سنة الانبعاث                         | لون                                  | الوجه الأمامي                        | الوجه الخلفي                                                                         |                                      |
| ------------------------------------ | ------------------------------------ | ------------------------------------ | ------------------------------------ | ------------------------------------ | ------------------------------------------------------------------------------------ | ------------------------------------ |
|                                      | 5 بوليفارات                          | 2021                                 | بني                                  | سيمون بوليفار                        | مدخل النصب التذكاري للوطن الأم في حقول كارابوبو؛ معركة كارابوبو ‏                     |                                      |
|                                      | 10 بوليفار                           | 2021                                 | أرجواني                              | سيمون بوليفار                        | مدخل النصب التذكاري للوطن الأم في حقول كارابوبو؛ معركة كارابوبو ‏                     |                                      |
|                                      | 20 بوليفار                           | 2021                                 | البرتقالي                            | سيمون بوليفار                        | مدخل النصب التذكاري للوطن الأم في حقول كارابوبو؛ معركة كارابوبو ‏                     |                                      |
|                                      | 50 بوليفار                           | 2021                                 | أخضر                                 | سيمون بوليفار                        | مدخل النصب التذكاري للوطن الأم في حقول كارابوبو؛ معركة كارابوبو ‏                     |                                      |
|                                      | 100 بوليفار                          | 2021                                 | أحمر بنفسجي                          | سيمون بوليفار                        | مدخل النصب التذكاري للوطن الأم في حقول كارابوبو؛ معركة كارابوبو ‏                     |                                      |
|                                      | 200 بوليفار                          | 2024                                 | أرجواني/أصفر                         | ثلاث صور لسيمون بوليفار              | جسر رافائيل أوردانيتا عند منفذ مضيق تابلازو لبحيرة ماراكايبو؛ معركة بحيرة ماراكايبو ‏ |                                      |
|                                      | 500 بوليفار                          | 2024                                 | أصفر/أخضر                            | ثلاث صور لسيمون بوليفار              | جسر رافائيل أوردانيتا عند منفذ مضيق تابلازو لبحيرة ماراكايبو؛ معركة بحيرة ماراكايبو ‏ |                                      |

## سعر الصرف VED الحالي
| من Yahoo! Finance: | AUD CAD CHF EUR GBP HKD JPY USD INR EUR JPY |
| من XE.com:         | AUD CAD CHF EUR GBP HKD JPY USD INR EUR JPY |
| من Investing.com:  | AUD CAD CHF EUR GBP HKD JPY USD INR EUR JPY |
| منOANDA.com:       | AUD CAD CHF EUR GBP HKD JPY USD INR EUR JPY |